# Stijn Devolder
Stijn Devolder (Kortrijk, 29 agosto 1979) è un ex ciclista su strada belga, professionista dal 2002 al 2019, vincitore di due Giri delle Fiandre, nel 2008 e nel 2009.

## Carriera
Dopo un buon 2001, in cui vince la Vlaamse Pijl e il Grote Prijs Stad Waregem gareggiando anche per alcuni mesi da stagista con la Mapei-Quick Step, esordisce tra i professionisti a inizio 2002 con la formazione belga Vlaanderen-T-Interim. Nel maggio 2004, in maglia US Postal Service, vince la sua prima corsa da pro, la quarta tappa della Quatre Jours de Dunkerque in Francia; l'anno dopo, con la nuova Discovery Channel (ex US Postal) si aggiudica anche la classifica finale della Driedaagse De Panne. Nel 2006 vince una frazione del Giro del Belgio e chiude al decimo posto la Vuelta a España 2006, mentre nel 2007 fa suoi il titolo nazionale belga in linea e la classifica finale del Giro d'Austria, e conclude terzo al Giro di Svizzera.
Nel 2008 passa alla Quick Step. È nel triennio con il team di Patrick Lefevere che ottiene i successi più prestigiosi, vincendo due edizioni consecutive del Giro delle Fiandre, nel 2008 e nel 2009. In entrambe le prove riesce a imporsi in solitaria: nel 2008, in maglia di campione nazionale, attaccando i rivali sull'Eikenmolen e percorrendo gli ultimi 25 km tutto solo, l'anno dopo staccando il gruppetto di testa sul Muro di Grammont, penultima asperità della corsa ai –15 km dall'arrivo. Nel 2008 è anche vincitore della Volta ao Algarve in Portogallo, si aggiudica inoltre il suo secondo titolo nazionale in linea nel 2010, il titolo belga a cronometro nel 2008 e nel 2010, e la classifica finale del Giro del Belgio ancora nel 2008 e nel 2010.
Nel biennio 2011-2012 gareggia in maglia Vacansoleil, senza cogliere successi, mentre nel 2013 si accasa alla RadioShack-Leopard (divenuta Trek dal 2014), supportando Fabian Cancellara nelle classiche del Nord e riuscendo anche a conquistare per la terza volta il titolo nazionale in linea. Nel biennio 2017-2018 è tra le file della Veranda's Willems-Crelan, squadra di categoria Professional, mentre nel 2019 passa alla Corendon-Circus di Mathieu van der Poel per un'ultima stagione di attività.
Annuncia il ritiro dalle corse, ormai quarantenne e dopo diciotto stagioni da professionista, nel novembre del 2019.

## Palmarès
- 1999 (Dilettanti Under-23)

5ª tappa Vuelta a Navarra
6ª tappa Vuelta a Navarra
- 2000 (Dilettanti Under-23)

Grote Prijs Stad Waregem
3ª tappa Triptyque des Monts et Châteaux
Classifica generale Triptyque des Monts et Châteaux
2ª tappa Ronde van Zuid-Oost-Vlaanderen
Classifica generale Ronde van Zuid-Oost-Vlaanderen
- 2001 (Dilettanti Under-23)

Vlaamse Pijl
Grote Prijs Stad Waregem
Zesbergenprijs-Harelbeke
3ª tappa Tour de la Provincie de Liège
6ª tappa Tour de la Provincie de Liège
Classifica generale Tour de la Provincie de Liège
- 2004 (US Postal Service, una vittoria)

4ª tappa Quatre Jours de Dunkerque (Neufchâtel-Hardelot > Boulogne-sur-Mer)
- 2005 (Discovery Channel, una vittoria)

Classifica generale Driedaagse De Panne - Koksijde
- 2006 (Discovery Channel, una vittoria)

3ª tappa, 1ª semitappa Giro del Belgio (Buggenhout > Buggenhout, cronometro)
- 2007 (Discovery Channel, quattro vittorie)

4ª tappa Driedaagse De Panne - Koksijde (De Panne > Koksijde, cronometro)
Campionati belgi, Prova in linea
7ª tappa Österreich-Rundfahrt (Podersdorf > Podersdorf, cronometro)
Classifica generale Österreich-Rundfahrt
- 2008 (Quick Step, sei vittorie)

4ª tappa Volta ao Algarve (Castro Marim > Tavira, cronometro)
Classifica generale Volta ao Algarve
Giro delle Fiandre
4ª tappa Giro del Belgio (Herzele > Herzele, cronometro)
Classifica generale Giro del Belgio
Campionati belgi, Prova a cronometro
- 2009 (Quick Step, una vittoria)

Giro delle Fiandre
- 2010 (Quick Step, tre vittorie)

Classifica generale Giro del Belgio
Campionati belgi, Prova in linea
Campionati belgi, Prova a cronometro
- 2013 (RadioShack-Leopard, una vittoria)

Campionati belgi, Prova in linea

### Altri successi
- 2001 (Dilettanti Under-23)

Prologo Tour de la Provincie de Liège (Cronosquadre)
- 2005 (Discovery Channel)

Grote Prijs Stad Waregem (Derny)
Grote Prijs Stad Stad Kortrijk(Criterium)
- 2007 (Discovery Channel)

Na Tour Broker Criterium - Stad Diksmuide (Criterium)
Grote Prijs Stadt - Sint-Niklaas (Kermesse)
- 2008 (Quick Step)

Classifica scalatori Ronde van België
Omloop Mandel-Leie-Schelde (Derny)
Grote Prijs Stad Zele (Kermesse)
Grote Prijs Stad Bavikhove (Criterium)
- 2009 (Quick Step)

Grote Prijs Stad Stad Kortrijk(Criterium)
- 2011 (Vacansoleil )

Grote Prijs Paul Borremans-Viane (Kermesse)
Grote Prijs Stad Kortrijk (Kermesse)
Ronde van Made (Kermesse)
- 2010 (Quick Step)

Grote Prijs Wetteren (Derny)

## Piazzamenti

### Grandi Giri
- Tour de France

2008: ritirato (15ª tappa)
2009: 83º
- Vuelta a España

2005: 24º
2006: 10º
2007: non partito (19ª tappa)
2009: 85º
2011: 154º

### Classiche monumento
- Milano-Sanremo

2005: 60º
- Giro delle Fiandre

2003: 53º
2004: 22º
2005: 35º
2006: ritirato
2007: 43º
2008: vincitore
2009: vincitore
2010: 25º
2011: 55º
2012: ritirato
2013: 58º
2014: 86º
2015: 13º
2016: 94º
2017: 109º
2018: ritirato
2019: 51º
- Parigi-Roubaix

2004: 92º
2005: ritirato
2006: ritirato
2007: 18º
2008: 7º
2009: 55º
2010: 42º
2011: 105º
2012: 58º
2013: 54º
2015: ritirato
2016: ritirato
2018: ritirato
- Liegi-Bastogne-Liegi

2005: 111º
2007: ritirato
2010: 138º
2012: 111º
- Giro di Lombardia

2005: 42º
2006: 61º

### Competizioni mondiali
- Campionati del mondo

Madrid 2005 - In linea Elite: 57º
Salisburgo 2006 - Cronometro Elite: 13º
Salisburgo 2006 - In linea Elite: 66º
Stoccarda 2007 - In linea Elite: ritirato
Varese 2008 - Cronometro Elite: 6º
Varese 2008 - In linea Elite: ritirato